# Schaatsen op de Olympische Winterspelen 2006 - 500 meter vrouwen
De 500 meter vrouwen op de Olympische Winterspelen 2006 werd op dinsdag 14 februari 2006 verreden in de Oval Lingotto in Turijn, Italië.

## Tijdschema
| Datum               | Lokale tijd | MET   | Onderdeel |
| ------------------- | ----------- | ----- | --------- |
| dinsdag 14 februari | 16:00       | 16:00 | 1e run    |
| dinsdag 14 februari | 17:55       | 17:55 | 2e run    |

## Records
| Titelhouder      | Catriona LeMay-Doan | Canada |       |
| Wereldrecord     | Catriona LeMay-Doan | Canada | 37,22 |
| Olympisch record | Catriona LeMay-Doan | Canada | 37,30 |

## Verslag
Sanne van der Star was de eerste Nederlandse die in actie kwam op de 500 meter. Ze was niet tevreden over haar eigen optreden, maar zette wel de 14e tijd in de eerste run neer. Twee ritten later was het de beurt aan Annette Gerritsen. Zij was 0.14 sneller dan Van der Star en bezette daarmee de 12e plaats.
De eerste echte toptijd werd in de rit daarna gezet door Svetlana Zjoerova. Zij kwam in 38.23 seconden over de finish. In diezelfde rit zette Jenny Wolf de tot dan toe tweede tijd op de klokken met 38.70 seconden. Weer een rit later kwam Marianne Timmer in actie. Ze reed tegen Seung-Yong Choi, die volgens de scheidsrechter een valse start maakte, in werkelijkheid zou ze echter nauwelijks bewegen. Er werd voor een tweede keer gestart en dit keer bewoog Timmer haar knie te vroeg en werd derhalve gediskwalificeerd.
In de tiende rit zorgde de Chinese Ren Hui voor een knappe prestatie door 38.60 op de klokken te zetten. Hiermee geraakte ze op de tweede plaats achter Zjoerova en bleef ze in de race voor de medailles. Lee Sang-hwa in de daaropvolgende rit was 0.09 langzamer dan Ren, wat haar de zesde tijd opleverde. Wang Beixing stelde teleur met een tijd van 38.71 waar een podiumplaats verwacht werd. Ze won haar rit nog wel nipt van Sayuri Osuga, maar met de achtste tijd was het podium zo goed als verkeken.
Zeker nadat Sayuri Yoshii en met name Wang Manli onder haar tijd door doken. Manli Wang die eveneens getipt werd om een medaille te behalen deed 0.08 langer over de afstand dan Zjoerova en nam de tweede plaats in beslag. Nadat de Japanse Tomomi Okazaki in de voorlaatste rit de derde tijd noteerde met 38.46 kon de eerste omloop worden afgesloten. Haar ritgenote Shannon Rempel en de rijdsters in de laatste rit, Chiara Simionato en Jennifer Rodriguez kwamen er niet aan te pas.
Ook in de tweede omloop was Sanne van der Star de eerste Nederlandse die het ijs betrad. Dit keer echter pas in de negende rit. Ze nam het op tegen Xing Aihua en was iets langzamer dan in haar eerste run. Ze haalde Xing niet in maar wist haar 14e positie te behouden. Ook Annette Gerritsen behield haar 12e positie na een onderlinge confrontatie met Jennifer Rodriguez. De Amerikaanse bleef Gerritsen voor in het klassement. Beixing Wang verbeterde zich met iets meer dan een tiende en klom op naar de zevende plaats ten koste van Osuga en Yoshii die van de vijfde naar de negende plaats zakte.
Hui Ren zette vervolgens een tijd van 38.27 op de klokken, waarmee ze Jenny Wolf voor bleef en de leiding in het klassement greep met nog twee ritten voor de boeg. Sang-Hwa Lee en Tomomi Okazaki konden niet aan de tijd van Ren komen waardoor de Chinese minimaal brons te pakken had. De tijd van Ren bleek de snelste in de tweede omloop, want Zjoerova (38.34) en Manli Wang (38.47) deden er iets langer over. Beiden bleven Ren wel voor in het klassement na 2 runs, waardoor Zjoerova het goud pakte en Manli Wang het zilver in ontvangst nam.

## Uitslag
| #      | Naam                    | Land | Run 1 | Run 2    | Totaal | Verschil |
| ------ | ----------------------- | ---- | ----- | -------- | ------ | -------- |
| Goud   | Svetlana Zjoerova       | RUS  | 38,23 | 38,34    | 76,57  |          |
| Zilver | Wang Manli              | CHN  | 38,31 | 38,47    | 76,78  | + 0,21   |
| Brons  | Ren Hui                 | CHN  | 38,60 | 38,27    | 76,87  | + 0,30   |
| 4      | Tomomi Okazaki          | JPN  | 38,46 | 38,46    | 76,92  | + 0,35   |
| 5      | Lee Sang-hwa            | KOR  | 38,35 | 38,69    | 77,04  | + 0,47   |
| 6      | Jenny Wolf              | GER  | 38,70 | 38,55    | 77,25  | + 0,68   |
| 7      | Wang Beixing            | CHN  | 38,71 | 38,56    | 77,27  | + 0,70   |
| 8      | Sayuri Osuga            | JPN  | 38,74 | 38,65    | 77,39  | + 0,82   |
| 9      | Sayuri Yoshii           | JPN  | 38,68 | 38,75    | 77,43  | + 0,86   |
| 10     | Chiara Simionato        | ITA  | 39,02 | 38,66    | 77,68  | + 1,11   |
| 11     | Jennifer Rodriguez      | USA  | 38,97 | 38,73    | 77,70  | + 1,13   |
| 12     | Annette Gerritsen       | NED  | 39,12 | 38,97    | 78,09  | + 1,52   |
| 13     | Xing Aihua              | CHN  | 39,20 | 39,15    | 78,35  | + 1,78   |
| 14     | Sanne van der Star      | NED  | 39,26 | 39,33    | 78,59  | + 2,02   |
| 15     | Yukari Watanabe         | JPN  | 39,46 | 39,19    | 78,65  | + 2,08   |
| 16     | Shannon Rempel          | CAN  | 39,42 | 39,43    | 78,85  | + 2,28   |
| 17     | Amy Sannes              | USA  | 39,42 | 39,47    | 78,89  | + 2,32   |
| 18     | Choi Seung-yong         | KOR  | 39,65 | 39,37    | 79,02  | + 2,45   |
| 19     | Judith Hesse            | GER  | 39,64 | 39,39    | 79,03  | + 2,46   |
| 20     | Yu-Rin Kim              | KOR  | 39,57 | 39,68    | 79,25  | + 2,68   |
| 21     | Kerry Simpson           | CAN  | 39,69 | 39,65    | 79,34  | + 2,77   |
| 22     | Krisy Myers             | CAN  | 39,83 | 39,60    | 79,43  | + 2,86   |
| 23     | Elli Ochowicz           | USA  | 39,83 | 39,65    | 79,48  | + 2,91   |
| 24     | Pamela Zoellner-Fischer | GER  | 40,16 | 39,40    | 79,56  | + 2,99   |
| 25     | Bo-Ra Lee               | KOR  | 40,01 | 39,72    | 79,73  | + 3,16   |
| 26     | Kim Weger               | CAN  | 40,01 | 39,98    | 79,99  | + 3,42   |
| 27     | Svetlana Radkevitsj     | BLR  | 40,45 | 39,91    | 80,36  | + 3,79   |
| 28     | Chris Witty             | USA  | 40,23 | 40,46    | 80,69  | + 4,12   |
| 29     | Joelia Nemaja           | RUS  | 39,63 | 1.12,76f | 112,39 | + 35,82  |
| DQ     | Marianne Timmer         | NED  | DQ    |          | DQ     |          |

1932 (d.) · 
1960 · 
1964 · 
1968 · 
1972 · 
1976 · 
1980 · 
1984 · 
1988 · 
1992 · 
1994 · 
1998 · 
2002 · 
2006 · 
2010 · 
2014 · 
2018 ·
2022